# Jennifer Pertsch
Jennifer Pertsch (nacida el 17 de agosto de 1962 en Toronto, Canadá) es una editora de argumento, escritora, creadora de series, y uno de los socios fundadores de Fresh TV Inc (socio Tom McGillis), un estudio de producción con sede en Toronto que se especializa en la adolescencia y la familia orientada en series animadas. Comenzó su carrera como guionista de Nelvana Ltd., antes de pasar a Fresh TV. Allí ella ha creado y coproducido Locos Dieciséis, Isla del Drama, Luz, Drama, Acción, Drama Total Gira Mundial, Drama Total: la Venganza de la Isla, Drama Total Todos Estrellas. También es la coproductora ejecutiva de Stoked: Locos por las Olas y Scott Pilgrim.

## Premios
En 2007, fue galardonado con el 6teen Alianza para Niños y Televisión del "Premio a la Excelencia de Animación" para la programación para los niños, edades de 9-14.  Ella ha recibido una nominación al premio Emmy por su trabajo en la premiada serie de Rolie Polie Olie, y una nominación a los Premios Gemini como mejor programa de dibujos animados o serie de Isla del Drama.